# Bernd Albani
Bernd Albani (* 9. Februar 1944 in Dresden) ist ein deutscher evangelischer Pfarrer. Er war ein Vertreter der kirchlichen Friedens- und Umweltbewegung der DDR.

## Leben
Albani absolvierte eine Berufsausbildung zum Physiklaboranten am Zentralinstitut für Kernforschung der Akademie der Wissenschaften in Rossendorf und nach dem Abitur an der Abendschule 1963 bis 1968 ein Physikstudium an der Technischen Universität Dresden. Danach wurde er Aspirant an der Lomonossow-Universität in Moskau und 1970 bis 1976 wissenschaftlicher Mitarbeiter an der Hochschule für Verkehrswesen in Dresden. 1973 promovierte er mit einer Dissertation zur theoretischen Festkörperphysik: Zur Berechnung magnetischer Momente und ihrer Dynamik in einigen Modellen des Festkörpermagnetismus.
1976 bis 1980 studierte er Theologie am Theologischen Seminar Leipzig. 1978 kam er nach einer Ein-Mann-Demonstration „Freiheit für Bahro“ sechs Wochen in Haft. 1980 bis 1982 war er im Vikariat und Predigerseminar in Leipzig und bis 1989 Pfarrer in Frauenstein.
1983 gründete er zusammen mit anderen den kirchlichen Arbeitskreis „Frieden/Umwelt in der Region Frauenstein/Freiberg“. 1984 bis 1989 war er Mitglied der sächsischen Landessynode und 1987 bis 1989 Vertreter der sächsischen Basisgruppe im Netzwerk kirchlicher Friedens-, Umwelt- und Menschenrechtsgruppen „Konkret für den Frieden“.
1989 wurde er Pfarrer der Berliner Gethsemane-Gemeinde und beteiligte sich an den Protestaktionen in der Gethsemane-Kirche zum 40. Jahrestag der DDR. Von Dezember 1989 bis 1991 war er Sprecher des Neuen Forums Berlin-Prenzlauer Berg und engagierte sich unter anderem bei der Aufarbeitung der Stasi-Verstrickungen innerhalb der Kirchen. Er ist Mitglied von Bündnis 90/Die Grünen.
Im Juni 1995, nach Trennung von seiner Frau, wurde er vom Pfarrdienst beurlaubt. Von 1998 bis 2008 arbeitete er als Pfarrer bei der Evangelischen Kirchengemeinde Glienicke/Nordbahn im Land Brandenburg. Er ist im Ruhestand und lebt in Berlin-Pankow.